# Sem njanek
Sem njanek (russisk: Семь нянек) er en sovjetisk spillefilm fra 1962 af Rolan Bykov.

## Medvirkende
- Semjon Morozov — Afanasij Polosukhin
- Valentin Burov — Pavel
- Vladimir Ivasjov — Victor
- Mikaela Drozdovskaja — Maja
- Tatjana Nadezjdina — Lena